# Cyrtomium abbreviatum
Espèce
Cyrtomium abbreviatum est une fougère de la famille des Dryopteridacées.
Synonyme : Stigmatopteris guianensis.

## Description
La fougère présente un aspect peu touffu.
Les frondes, dont la tige est très velue, peuvent mesurer jusqu'à 80 cm de long, assez coriaces, sur un court rhizome brun-clair.
Elles sont complètement divisées en 8 à 22 paires de folioles d'une dizaine de centimètres de long sur 2 à 3 de large, lancéolés, denticulés et assez resserrés sur le pétiole (moins que Cyrtomium falcatum). Ils ont une disposition alterne (ceux d'un côté sont légèrement décalés par rapport à ceux du côté opposé).
Les sores sont ronds et disposés assez régulièrement.
Cette fougère est originaire d'Amazonie (Brésil, Guyane).

## Référence
- William Jackson Hooker - Species filicum, vol. IV – Londres : William Pamplin, 1862 – p.37-38.